# Belemniastis
Belemniastis este un gen de insecte lepidoptere din familia Arctiidae.

Cladograma conform Catalogue of Life:
| Belemniastis | \| \| Belemniastis attidates \| \| \| \| \| \| Belemniastis eucyane \| \| \| \| \| \| Belemniastis troetschi \| \| \| \| \| \| Belemniastis whiteleyi \| \| \| \| |
|              | \| \| Belemniastis attidates \| \| \| \| \| \| Belemniastis eucyane \| \| \| \| \| \| Belemniastis troetschi \| \| \| \| \| \| Belemniastis whiteleyi \| \| \| \| |
|              | Belemniastis attidates |
|              | |
|              | Belemniastis eucyane |
|              | |
|              | Belemniastis troetschi |
|              | |
|              | Belemniastis whiteleyi |
|              | |